# Kuszliszki
Kuszliszki (lit. Kušliškiai) – wieś na Litwie, na Suwalszczyźnie, w rejonie kalwaryjskim w okręgu mariampolskim, w pobliżu granicy polsko-litewskiej. Przez wieś przebiega trasa europejska E67.
Za Królestwa Polskiego przynależała administracyjnie do gminy Kalwaria w powiecie kalwaryjskim.